# خلج‌کرد
خلج‌کرد، روستایی از توابع بخش مرکزی شهرستان شوط در استان آذربایجان غربی ایران است.روستای خلج کرد از روستاهای توابع شهرستان ماکو در استان اذربایجان غربی میباشد.این روستا در 20 کیلومتری این شهرستان قرار دارد.جمعیت این روستا حدود 1000 نفر میباشد .مردم روستا اکثرا به شغل دامداری و کشاورزی و حمل و نقل  مشغول هستند.

## جمعیت
این روستا در دهستان یولاگلدی قرار دارد و براساس سرشماری مرکز آمار ایران در سال ۱۳۸۵، جمعیت آن ۶۹۱ نفر (۱۳۳خانوار) بوده‌است.
جمعیت این روستا اکنون بیشتر از ۱۵۰۰ نفر است (۱۴۰۳)